# Amblyseius duncansoni
Amblyseius duncansoni är en spindeldjursart som beskrevs av Specht och Rasmy 1970. Amblyseius duncansoni ingår i släktet Amblyseius och familjen Phytoseiidae. Inga underarter finns listade i Catalogue of Life.